# Renderování

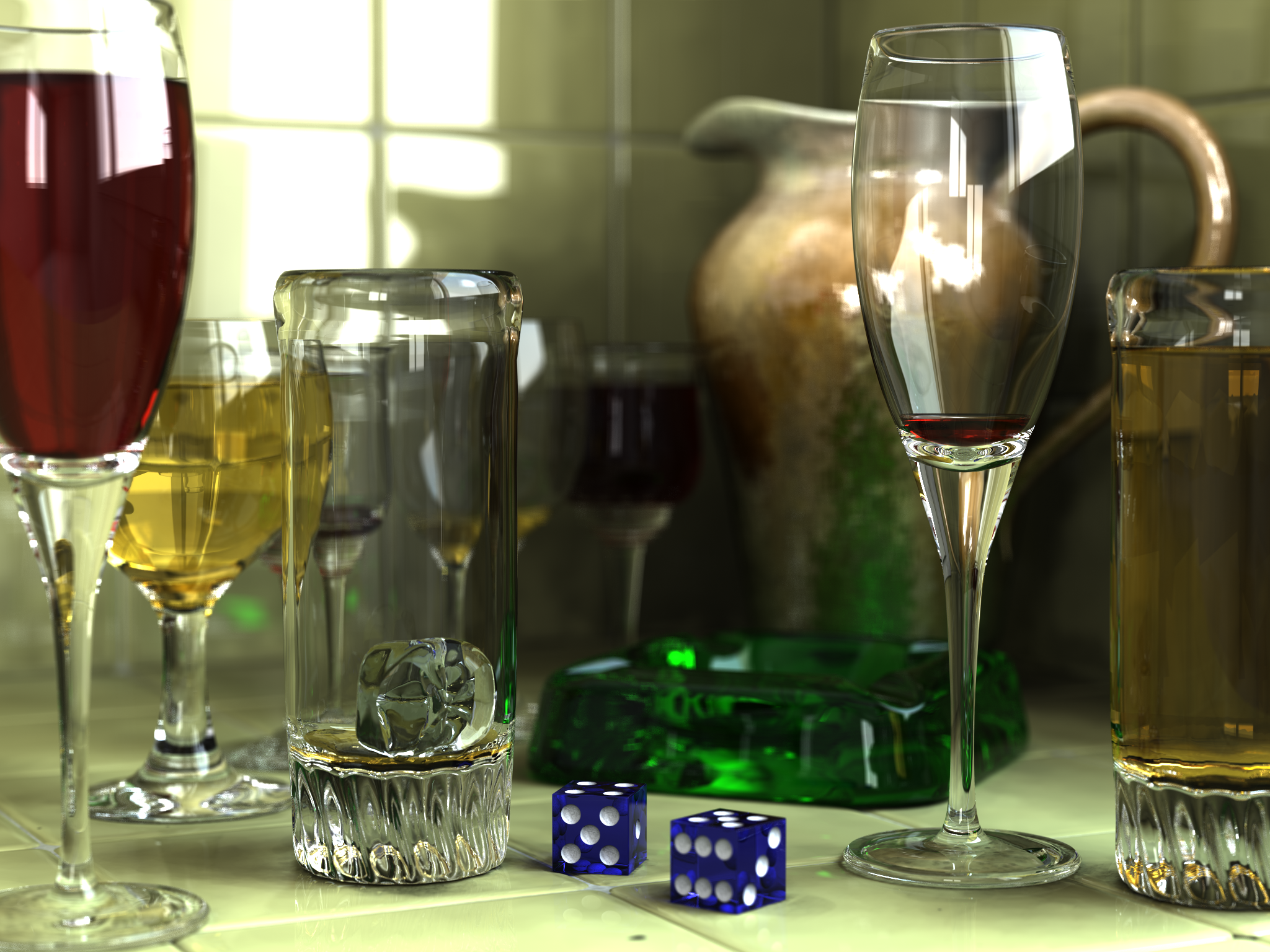
Obrázek vygenerovaný pomocí metody sledování paprsku.

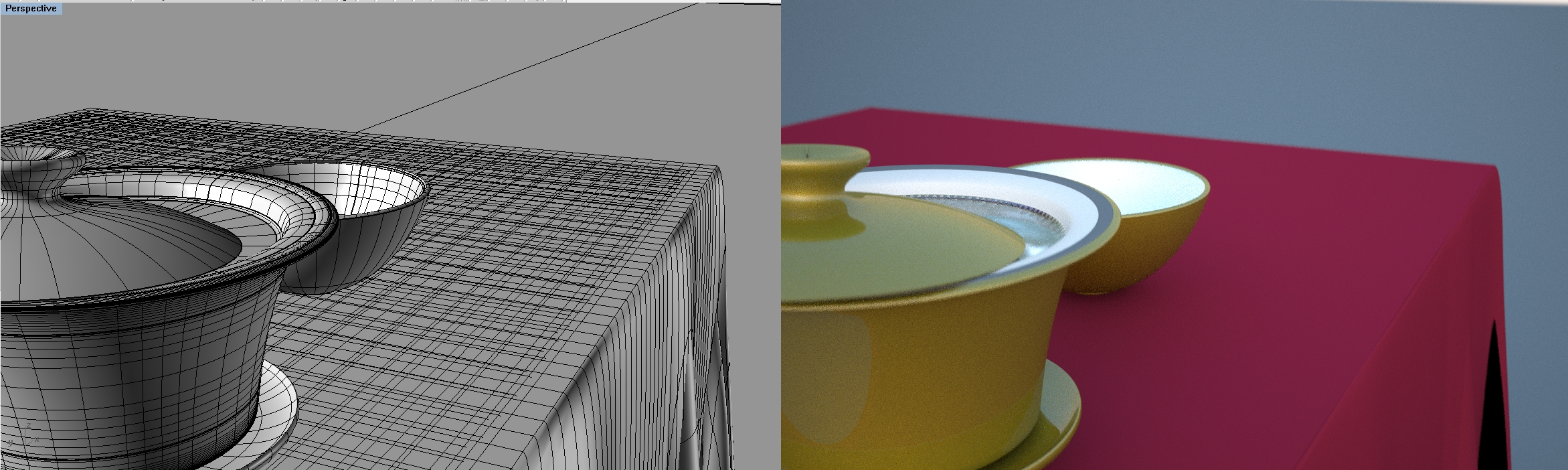
Porovnání prostého 3D modelu s jeho rendrem

Renderování (anglicky rendering) je tvorba reálného obrazu na základě počítačového modelu, nejčastěji 3D. Rendering obsahuje v závislosti na softwaru mnoho parametrů a nastavení, kterými lze ovlivnit konečný vzhled scény.
Jde o odvětví počítačové grafiky. Zabývá se tvorbou obrazů, napodobující reálný svět. Je to zvláštní způsob vizualizace dat. Data jsou parametry popisující reálný nebo imaginární svět s jeho objekty a jejich vlastnostmi. Úkolem syntézy obrazu je vytvořit z tohoto počítačového modelu obraz, který je pokud možno nerozeznatelný od fotografie definovaného objektu v reálném světě.
Syntéza obrazu je odvětví, které významně ovlivňuje tvorbu počítačových her, programů pro tvorbu grafiky a animaci a programů CAD/CAM.
Realistické počítačové obrazy nacházejí uplatnění při tvorbě filmových efektů, architektuře, vojenství, při simulaci fyzikálních jevů nebo projektech pracující s virtuální realitou.
V posledních letech se začíná znovu objevovat renderování pomocí GPU, kdy jsou využívány moderní herní technologie, zaručující mnohem efektivnější grafické výpočty.

## Seznam milníků v technikách renderování
- Ray casting (1968)[1]
- Algoritmus scanline (1969–1970)[2]
- Gouraudovo stínování (1971)[3]
- Texturování (1974)[4]
- Z-Buffering (1974)[4]
- Phongovo stínování (1973–1975)[5][6]
- Environmentální mapování (1976)[7]
- Vykreslování stínů (1977)
- Stencil buffer (1978)
- Shadow mapping (1978)[8]
- Bump mapping (1978)[9]
- Binární rozdělení prostoru (1980)[10]
- Sledování paprsku (1980)[11]
- Cookovo stínování (1981)[12]
- MIP texturování (1983)[13]
- Sledování paprsku dle algoritmu Octree (1984)[14]
- Alfa blending (1984)[15]
- Distribuované sledování paprsku (1984)[16]
- Radiozita (1984)[17]
- Polokrychle (1985)[18]
- Sledování světelného zdroje (1986)[19]
- Zobrazovací rovnice (1986)[20]
- Reyes renderování (1987)[21]
- Hierarchická radiozita (1991)
- Mapování tónů (1993)[22]
- Podpovrchový rozptyl světla (Subsurface scattering) (1993)
- Fotonové mapování (1995)[23]
- Metropolis light transport (1997)[24]
- Okamžitá radiozita (1997)[25]
- Precomputed Radiance Transfer (2002)[26]